# Tour du Poitou-Charentes 2014
La 28e édition du Tour du Poitou-Charentes a lieu du 26 au 29 août 2014 en Poitou-Charentes.
Cette épreuve fait partie du calendrier UCI Europe Tour 2014.

## Participants
156 coureurs répartis en 20 équipes prennent le départ de cette édition; soit sept équipes UCI Pro, neuf équipes continentales professionnelles et quatre équipes continentales.
| Nom de l'équipe         | Pays       | Code |
| ----------------------- | ---------- | ---- |
| AG2R La Mondiale        | France     | ALM  |
| BMC Racing              | États-Unis | BMC  |
| Europcar                | France     | EUC  |
| FDJ.fr                  | France     | FDJ  |
| Movistar                | Espagne    | MOV  |
| Omega Pharma-Quick Step | Belgique   | OPQ  |
| Orica-GreenEDGE         | Australie  | OGE  |

| Nom de l'équipe         | Pays     | Code |
| ----------------------- | -------- | ---- |
| BigMat-Auber 93         | France   | BIG  |
| La Pomme Marseille 13   | France   | LPM  |
| Roubaix Lille Métropole | France   | RLM  |
| Wallonie-Bruxelles      | Belgique | WBC  |

| Nom de l'équipe              | Pays     | Code |
| ---------------------------- | -------- | ---- |
| Androni Giocattoli-Venezuela | Italie   | AND  |
| Bardiani CSF                 | Italie   | BAR  |
| Bretagne-Séché Environnement | France   | BSE  |
| Cofidis                      | France   | COF  |
| Colombia                     | Colombie | COL  |
| IAM                          | Suisse   | IAM  |
| Neri Sottoli                 | Italie   | NRI  |
| Topsport Vlaanderen-Baloise  | Belgique | TSV  |
| Wanty-Groupe Gobert          | Belgique | WGG  |

## Étapes
| Étape     | Date    | Villes étapes                        |  | Distance (km) | Vainqueur d’étape | Leader du classement général |
| --------- | ------- | ------------------------------------ |  | ------------- | ----------------- | ---------------------------- |
| 1re étape | 26 août | Jarnac – La Ronde                    |  | 192,4         | Mark Cavendish    | Mark Cavendish               |
| 2e étape  | 27 août | Marans – Niort                       |  | 183,6         | Mark Cavendish    | Mark Cavendish               |
| 3e étape  | 28 août | Montmorillon –L'Isle-Jourdain        |  | 111           | Nicola Ruffoni    | Mark Cavendish               |
| 4e étape  | 28 août | Availles-Limouzine – L'Isle-Jourdain |  | 24,3          | Sylvain Chavanel  | Sylvain Chavanel             |
| 5e étape  | 29 août | Lezay – Poitiers                     |  | 191,9         | Jesús Herrada     | Sylvain Chavanel             |

## Déroulement de la course

### 1reétape
|    | Coureur             | Équipe                  |    | Temps           |
| -- | ------------------- | ----------------------- | -- | --------------- |
| 1  | Mark Cavendish      | Omega Pharma-Quick Step | en | 4 h 47 min 06 s |
| 2  | Maxime Daniel       | AG2R La Mondiale        | +  | m.t             |
| 3  | Roy Jans            | Wanty-Groupe Gobert     |    | m.t             |
| 4  | Rudy Barbier        | Roubaix Lille Métropole |    | m.t             |
| 5  | David Menut         | BigMat-Auber 93         |    | m.t             |
| 6  | Yannis Yssaad       | BigMat-Auber 93         |    | m.t             |
| 7  | Evaldas Šiškevičius | La Pomme Marseille 13   |    | m.t             |
| 8  | Morgan Lamoisson    | Europcar                |    | m.t             |
| 9  | Mark Renshaw        | Omega Pharma-Quick Step |    | m.t             |
| 10 | Leigh Howard        | Orica-GreenEDGE         |    | m.t             |

|    | Coureur             | Équipe                  |    | Temps           |
| -- | ------------------- | ----------------------- | -- | --------------- |
| 1  | Mark Cavendish      | Omega Pharma-Quick Step | en | 4 h 46 min 56 s |
| 2  | Maxime Daniel       | AG2R La Mondiale        | +  | 4 s             |
| 3  | Roy Jans            | Wanty-Groupe Gobert     |    | 6 s             |
| 4  | Sylvain Chavanel    | IAM                     |    | 7 s             |
| 5  | Marcus Burghardt    | BMC Racing              |    | 8 s             |
| 6  | Jérémy Roy          | FDJ.fr                  |    | 9 s             |
| 7  | Rudy Barbier        | Roubaix Lille Métropole |    | 10 s            |
| 8  | David Menut         | BigMat-Auber 93         |    | 10 s            |
| 9  | Yannis Yssaad       | BigMat-Auber 93         |    | 10 s            |
| 10 | Evaldas Šiškevičius | La Pomme Marseille 13   |    | 10 s            |

### 2eétape
|    | Coureur           | Équipe                      |    | Temps           |
| -- | ----------------- | --------------------------- | -- | --------------- |
| 1  | Mark Cavendish    | Omega Pharma-Quick Step     | en | 4 h 18 min 35 s |
| 2  | Enrique Sanz      | Movistar                    | +  | m.t.            |
| 3  | Lorrenzo Manzin   | FDJ.fr                      |    | m.t.            |
| 4  | Danilo Napolitano | Wanty-Groupe Gobert         |    | m.t.            |
| 5  | Francesco Chicchi | Neri Sottoli                |    | m.t.            |
| 6  | Nicola Ruffoni    | Bardiani CSF                |    | m.t.            |
| 7  | Cyril Lemoine     | Cofidis                     |    | m.t.            |
| 8  | Yannis Yssaad     | BigMat-Auber 93             |    | m.t.            |
| 9  | Edward Theuns     | Topsport Vlaanderen-Baloise |    | m.t.            |
| 10 | Andrea Piechele   | Bardiani CSF                |    | m.t.            |

|    | Coureur            | Équipe                      |    | Temps |
| -- | ------------------ | --------------------------- | -- | ----- |
| 1  | Mark Cavendish     | Omega Pharma-Quick Step     | en |       |
| 2  | Enrique Sanz       | Movistar                    | +  | 14 s  |
| 3  | Maxime Daniel      | AG2R La Mondiale            |    | 14 s  |
| 4  | Gijs Van Hoecke    | Topsport Vlaanderen-Baloise |    | 15 s  |
| 5  | Marcus Burghardt   | BMC Racing                  |    | 15 s  |
| 6  | Roy Jans           | Wanty-Groupe Gobert         |    | 16 s  |
| 7  | Lorrenzo Manzin    | FDJ.fr                      |    | 16 s  |
| 8  | Julien Duval       | Roubaix Lille Métropole     |    | 16 s  |
| 9  | Sylvain Chavanel   | IAM                         |    | 17 s  |
| 10 | Christophe Prémont | Wallonie-Bruxelles          |    | 18 s  |

### 3eétape
|    | Coureur          | Équipe                      |    | Temps           |
| -- | ---------------- | --------------------------- | -- | --------------- |
| 1  | Nicola Ruffoni   | Bardiani CSF                | en | 2 h 30 min 43 s |
| 2  | Roy Jans         | Wanty-Groupe Gobert         | +  | m.t             |
| 3  | Mark Cavendish   | Omega Pharma-Quick Step     |    | m.t             |
| 4  | Andrea Piechele  | Bardiani CSF                |    | m.t             |
| 5  | Thor Hushovd     | BMC Racing                  |    | m.t             |
| 6  | Lorrenzo Manzin  | FDJ.fr                      |    | m.t             |
| 7  | Rudy Barbier     | Roubaix Lille Métropole     |    | m.t             |
| 8  | Juan José Lobato | Movistar                    |    | m.t             |
| 9  | Maxime Daniel    | AG2R La Mondiale            |    | m.t             |
| 10 | Edward Theuns    | Topsport Vlaanderen-Baloise |    | m.t             |

|    | Coureur          | Équipe                      |    | Temps            |
| -- | ---------------- | --------------------------- | -- | ---------------- |
| 1  | Mark Cavendish   | Omega Pharma-Quick Step     | en | 11 h 36 min 02 s |
| 2  | Roy Jans         | Wanty-Groupe Gobert         | +  | 14 s             |
| 3  | Maxime Daniel    | AG2R La Mondiale            |    | 16 s             |
| 4  | Nicola Ruffoni   | Bardiani CSF                |    | 16 s             |
| 5  | Enrique Sanz     | Movistar                    |    | 16 s             |
| 6  | Gijs Van Hoecke  | Topsport Vlaanderen-Baloise |    | 17 s             |
| 7  | Marcus Burghardt | BMC Racing                  |    | 17 s             |
| 8  | Lorrenzo Manzin  | FDJ.fr                      |    | 18 s             |
| 9  | Julien Duval     | Roubaix Lille Métropole     |    | 18 s             |
| 10 | Sylvain Chavanel | IAM                         |    | 19 s             |

### 4eétape
|    | Coureur            | Équipe                       |    | Temps       |
| -- | ------------------ | ---------------------------- | -- | ----------- |
| 1  | Sylvain Chavanel   | IAM                          | en | 29 min 04 s |
| 2  | Svein Tuft         | Orica-GreenEDGE              | +  | 44 s        |
| 3  | Cyril Lemoine      | Cofidis                      |    | 58 s        |
| 4  | Steve Cummings     | BMC Racing                   |    | 1 min 13 s  |
| 5  | Martin Elmiger     | IAM                          |    | 1 min 15 s  |
| 6  | Alex Dowsett       | Movistar                     |    | 1 min 15 s  |
| 7  | Jérémy Roy         | FDJ.fr                       |    | 1 min 15 s  |
| 8  | Arnaud Gérard      | Bretagne-Séché Environnement |    | 1 min 25 s  |
| 9  | Jan Bakelants      | Omega Pharma-Quick Step      |    | 1 min 38 s  |
| 10 | Victor Campenaerts | Topsport Vlaanderen-Baloise  |    | 1 min 41 s  |

|    | Coureur          | Équipe                       |    | Temps            |
| -- | ---------------- | ---------------------------- | -- | ---------------- |
| 1  | Sylvain Chavanel | IAM                          | en | 12 h 05 min 25 s |
| 2  | Svein Tuft       | Orica-GreenEDGE              | +  | 47 s             |
| 3  | Cyril Lemoine    | Cofidis                      |    | 1 min 01 s       |
| 4  | Steve Cummings   | BMC Racing                   |    | 1 min 16 s       |
| 5  | Jérémy Roy       | FDJ.fr                       |    | 1 min 17 s       |
| 6  | Martin Elmiger   | IAM                          |    | 1 min 18 s       |
| 7  | Alex Dowsett     | Movistar                     |    | 1 min 18 s       |
| 8  | Arnaud Gérard    | Bretagne-Séché Environnement |    | 1 min 28 s       |
| 9  | Jesús Herrada    | Movistar                     |    | 1 min 46 s       |
| 10 | Matthias Brändle | IAM                          |    | 1 min 58 s       |

### 5eétape
|    | Coureur              | Équipe                      |    | Temps           |
| -- | -------------------- | --------------------------- | -- | --------------- |
| 1  | Jesús Herrada        | Movistar                    | en | 4 h 28 min 32 s |
| 2  | Jan Bakelants        | Omega Pharma-Quick Step     | +  | m.t             |
| 3  | Nicola Ruffoni       | Bardiani CSF                |    | m.t             |
| 4  | Kévin Réza           | Europcar                    |    | m.t             |
| 5  | Sonny Colbrelli      | Bardiani CSF                |    | m.t             |
| 6  | Pieter Vanspeybrouck | Topsport Vlaanderen-Baloise |    | m.t             |
| 7  | Mauro Finetto        | Neri Sottoli                |    | m.t             |
| 8  | Sylvain Chavanel     | IAM                         |    | m.t             |
| 9  | Cyril Lemoine        | Cofidis                     |    | m.t             |
| 10 | Martin Elmiger       | IAM                         |    | m.t             |

|    | Coureur          | Équipe                       |    | Temps            |
| -- | ---------------- | ---------------------------- | -- | ---------------- |
| 1  | Sylvain Chavanel | IAM                          | en | 16 h 33 min 57 s |
| 2  | Svein Tuft       | Orica-GreenEDGE              | +  | 47 s             |
| 3  | Cyril Lemoine    | Cofidis                      |    | 1 min 01 s       |
| 4  | Steve Cummings   | BMC Racing                   |    | 1 min 16 s       |
| 5  | Jérémy Roy       | FDJ.fr                       |    | 1 min 17 s       |
| 6  | Martin Elmiger   | IAM                          |    | 1 min 18 s       |
| 7  | Alex Dowsett     | Movistar                     |    | 1 min 18 s       |
| 8  | Arnaud Gérard    | Bretagne-Séché Environnement |    | 1 min 28 s       |
| 9  | Jesús Herrada    | Movistar                     |    | 1 min 36 s       |
| 10 | Matthias Brändle | IAM                          |    | 1 min 58 s       |

## Classements

### Classement général
|    | Coureur          | Équipe                       |    | Temps            |
| -- | ---------------- | ---------------------------- | -- | ---------------- |
| 1  | Sylvain Chavanel | IAM                          | en | 16 h 33 min 57 s |
| 2  | Svein Tuft       | Orica-GreenEDGE              | +  | 47 s             |
| 3  | Cyril Lemoine    | Cofidis                      |    | 1 min 01 s       |
| 4  | Steve Cummings   | BMC Racing                   |    | 1 min 16 s       |
| 5  | Jérémy Roy       | FDJ.fr                       |    | 1 min 17 s       |
| 6  | Martin Elmiger   | IAM                          |    | 1 min 18 s       |
| 7  | Alex Dowsett     | Movistar                     |    | 1 min 18 s       |
| 8  | Arnaud Gérard    | Bretagne-Séché Environnement |    | 1 min 28 s       |
| 9  | Jesús Herrada    | Movistar                     |    | 1 min 36 s       |
| 10 | Matthias Brändle | IAM                          |    | 1 min 58 s       |

### Classements annexes
|   | Cycliste       | Équipe                  | Points |
| - | -------------- | ----------------------- | ------ |
| 1 | Mark Cavendish | Omega Pharma-Quick Step | 66     |
| 2 | Nicola Ruffoni | Bardiani CSF            | 51     |
| 3 | Enrique Sanz   | Movistar                | 28     |

|   | Cycliste           | Équipe              | Points |
| - | ------------------ | ------------------- | ------ |
| 1 | Kévin Van Melsen   | Wanty-Groupe Gobert | 30     |
| 2 | Marcus Burghardt   | BMC Racing          | 17     |
| 3 | Sébastien Delfosse | Wallonie-Bruxelles  | 10     |

|   | Cycliste        | Équipe                      |    | Temps            |
| - | --------------- | --------------------------- | -- | ---------------- |
| 1 | Jesús Herrada   | Movistar                    | en | 16 h 35 min 33 s |
| 2 | Gijs Van Hoecke | Topsport Vlaanderen-Baloise | +  | 22 s             |
| 3 | Jasha Sütterlin | Movistar                    |    | 22 s             |

|   | Équipe   | Pays    |    | Temps            |
| - | -------- | ------- | -- | ---------------- |
| 1 | IAM      | Suisse  | en | 49 h 45 min 10 s |
| 2 | Movistar | Espagne | +  | 1 min 43 s       |
| 3 | Cofidis  | France  |    | 2 min 33 s       |

## Évolution des classements
| Étape              | Vainqueur          | Classement général | Classement par points | Classement de la montagne | Classement du meilleur jeune | Classement par équipes  |
| ------------------ | ------------------ | ------------------ | --------------------- | ------------------------- | ---------------------------- | ----------------------- |
| 1                  | Mark Cavendish     | Mark Cavendish     | Mark Cavendish        | Kévin Van Melsen          | Rudy Barbier                 | Omega Pharma-Quick Step |
| 2                  | Mark Cavendish     | Mark Cavendish     | Mark Cavendish        | Kévin Van Melsen          | Maxime Daniel                | Omega Pharma-Quick Step |
| 3                  | Nicola Ruffoni     | Mark Cavendish     | Mark Cavendish        | Kévin Van Melsen          | Roy Jans                     | Bardiani CSF            |
| 4                  | Sylvain Chavanel   | Sylvain Chavanel   | Mark Cavendish        | Kévin Van Melsen          | Jesús Herrada                | IAM                     |
| 5                  | Jesús Herrada      | Sylvain Chavanel   | Mark Cavendish        | Kévin Van Melsen          | Jesús Herrada                | IAM                     |
| Classements finals | Classements finals | Sylvain Chavanel   | Mark Cavendish        | Kévin Van Melsen          | Jesús Herrada                | IAM                     |